# Sandro Raniere Guimarães Cordeiro
Sandro Raniere Guimarães Cordeiro, noto semplicemente come Sandro (Riachinho, 15 marzo 1989), è un ex calciatore brasiliano, di ruolo centrocampista.

## Caratteristiche tecniche
Giocava come mediano, facendo della forza e dell'intensità i suoi punti di forza. Abile interditore era un recuperatore di palloni a centrocampo, avendo un fisico possente che gli permetteva di essere insidioso sulle palle inattive e nel gioco aereo.

## Carriera

### Club

#### Internacional
Ha militato nelle giovanili dell'Internacional fino al 2007. Viene aggregato alla prima squadra nel 2008 ed inizia a collezionare varie presenze nel ruolo di centrocampista difensivo a causa dell'assenza di Edinho, malato di Epatite A. Fa il suo esordio nel massimo campionato brasiliano nell'ottobre, nella sconfitta contro il Coritiba per 4-2. Nel 2010 vince con il club di Porto Alegre anche la Copa Libertadores, battendo nel doppio scontro in finale i messicani del Guadalajara.

#### Tottenham
Il 26 marzo 2010 viene ufficializzato il suo acquisto da parte del Tottenham, per 10 milioni di euro, con l'arrivo nel club londinese all'inizio della stagione successiva 2010-2011, a conclusione degli impegni internazionali. Esordisce da titolare il 2 ottobre 2010 contro l'Aston Villa, partita conclusasi con la vittoria per 2-1. Segna il suo primo gol in Premier League allo Stamford Bridge contro il Chelsea con un tiro da fuori area, firmando il momentaneo vantaggio per la sua squadra (2-1 per il Chelsea il risultato finale). Con gli Hotspurs ha inoltre fatto il suo esordio in Champions League, nell'andata degli Ottavi di finale contro il Milan, incontro che vedrà la vittoria esterna degli inglesi con gol di Peter Crouch.

#### Queens Park Rangers e West Bromwich Albion
Il 1º settembre 2014 viene acquistato dal Queens Park Rangers, con cui firma un triennale; sceglie di indossare la maglia numero 30. Alla fine della prima stagione, retrocede in Championship concludendo con il 20º posto finale, fanalino di coda. Nella stagione successiva quindi, per la prima volta in carriera disputa il campionato di secondo livello inglese. Il 29 gennaio 2016 viene ceduto in prestito con diritto di riscatto al West Bromwich Albion. Disputa ben 12 gare ma non viene confermato tornando così in Championship con i Queens. Con i biancoblu, ormai non più da titolare, inizia la stagione 2016-2017.

#### Antalyaspor e Benevento
Il 10 gennaio 2017 passa all'Antalyaspor, con cui firma fino al 2020, esordendo nel febbraio successivo in casa del Konyaspor. Chiude la stagione lottando per la salvezza, centrando l'obiettivo all'ultima giornata. Il 19 gennaio 2018, nonostante un'ottima annata in Turchia, si trasferisce in prestito con obbligo di riscatto al Benevento. Debutta con la squadra campana il 28 gennaio 2018 nella sconfitta per 3-0 in casa del Torino subentrando al 64º a Ledian Memushaj. Il 18 febbraio mette a segno il suo primo gol in Serie A, nella partita vinta per 3-2 dai giallorossi contro il Crotone. A fine stagione retrocede.

#### Genoa e Udinese
Il 3 luglio 2018 viene ufficializzato il suo passaggio dal Benevento al Genoa. Esordisce in rossoblu alla quinta giornata, subentrando a Medeiros nella sconfitta per 4-1 contro la Lazio. Con i liguri gioca la sua prima partita in Coppa Italia, il 6 dicembre contro la Virtus Entella, che nell'occasione vince ai rigori, passando il turno.
Il 31 gennaio 2019, dopo 13 presenze, passa in prestito con obbligo di riscatto all’Udinese. Con i bianconeri esordisce contro il Bologna, subentrando a 14 minuti dalla fine su Hidde ter Avest. Con i friulani disputa in totale 12 partite, concludendo al 12º finale, a +5 dalla zona retrocessione.
Tornato al Genoa, il 3 gennaio 2020, dopo un inizio di stagione passato in panchina o addirittura fuori rosa, decide di rescindere il contratto con il club ligure.

#### Goiás, Belenenses SAD e ritiro
Dopo pochi giorni, si accorda con il Goiás Esporte Clube, tornando così in Brasile. Debutta in Copa do Brasil, nel marzo 2020 contro il Santo André nella vittoria per 2-0. Complice poi la pandemia Covid-19, tornerà in campo solo nell'agosto prima in campionato e dopo nuovamente in coppa. Concluderà l'esperienza con 11 presenze totali in tutte le competizioni prima di svincolarsi nuovamente il 1º gennaio 2021. Fermo svariati mesi, trova l'accordo con i portoghesi del Belenenses SAD.
Il 4 settembre 2023, dopo un anno da svincolato, annuncia il proprio ritiro dal calcio.

### Nazionale

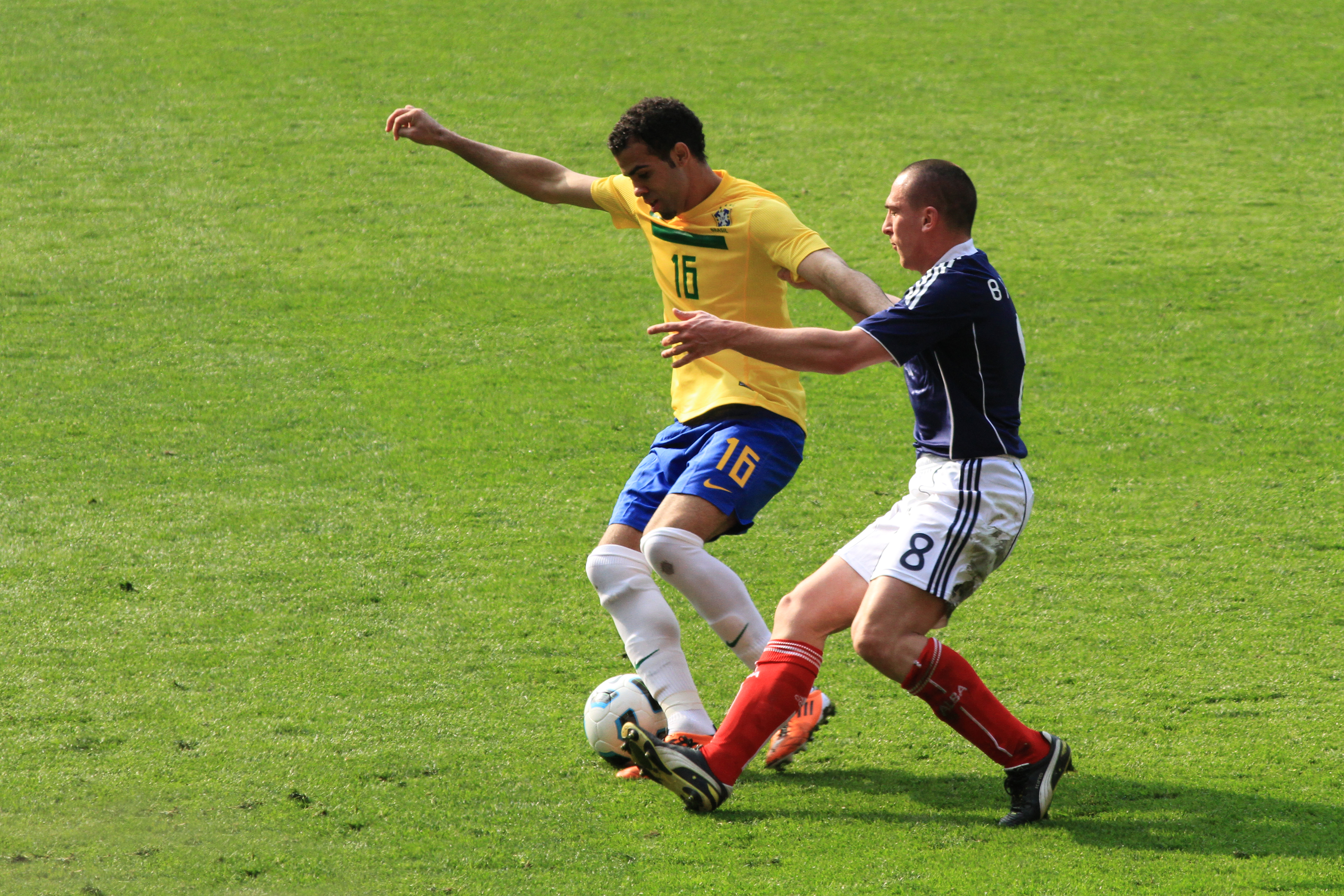
Sandro (a sinistra) in azione con la maglia del Brasile nel 2011.

È stato capitano della Nazionale campione del Campionato sudamericano di calcio Under-20 2009, indossando la maglia numero 5. Ha segnato uno dei tre gol nella partita contro il Venezuela.
Ha esordito con la maglia della nazionale maggiore il 10 settembre 2009 nella partita contro il Cile subentrando a Júlio Baptista. L'11 novembre 2011 sigla la sua prima rete con la maglia della Seleção, nell'amichevole contro il Gabon. Viene convocato per giocare le Olimpiadi di Londra 2012, andando a segno nella sfida del 1º agosto nella fase a gironi contro la Nuova Zelanda. La Nazionale brasiliana concluderà il torneo qualificandosi al secondo posto, dietro la Nazionale messicana campione, perdendo nella finale di Wembley per 2-1 l'11 agosto.

## Statistiche

### Presenze e reti nei club
Statistiche aggiornate al 30 aprile 2022.
| Stagione                   | Squadra                    | Campionato                 | Campionato | Campionato | Coppe nazionali | Coppe nazionali | Coppe nazionali | Coppe continentali | Coppe continentali | Coppe continentali | Altre coppe | Altre coppe | Altre coppe | Totale | Totale |
| Stagione                   | Squadra                    | Comp                       | Pres       | Reti       | Comp            | Pres            | Reti            | Comp               | Pres               | Reti               | Comp        | Pres        | Reti        | Pres   | Reti   |
| -------------------------- | -------------------------- | -------------------------- | ---------- | ---------- | --------------- | --------------- | --------------- | ------------------ | ------------------ | ------------------ | ----------- | ----------- | ----------- | ------ | ------ |
| 2008                       | Internacional              | PD/RS+A                    | 0+7        | 0+2        | CB              | 0               | 0               | CS                 | 4                  | 0                  | -           | -           | -           | 11     | 2      |
| 2009                       | Internacional              | PD/RS+A                    | 13+27      | 0+1        | CB              | 7               | 0               | CS                 | 2                  | 0                  | RS+CS       | 1+1         | 0           | 51     | 1      |
| 2010                       | Internacional              | PD/RS+A                    | 13+9       | 0+1        | CB              | 0               | 0               | CL                 | 14                 | 0                  | -           | -           | -           | 36     | 1      |
| Totale Internacional       | Totale Internacional       | Totale Internacional       | 43+26      | 0+4        |                 | 7               | 0               |                    | 20                 | 0                  |             | 2           | 0           | 98     | 4      |
| 2010-2011                  | Tottenham                  | PL                         | 19         | 1          | FACup+CdL       | 2+1             | 0               | UCL                | 4                  | 0                  | -           | -           | -           | 26     | 1      |
| 2011-2012                  | Tottenham                  | PL                         | 23         | 0          | FACup+CdL       | 1+1             | 0               | UEL                | 2                  | 0                  | -           | -           | -           | 27     | 0      |
| 2012-2013                  | Tottenham                  | PL                         | 22         | 1          | FACup+CdL       | 0+0             | 0               | UEL                | 5                  | 0                  | -           | -           | -           | 27     | 1      |
| 2013-2014                  | Tottenham                  | PL                         | 17         | 1          | FACup+CdL       | 0+1             | 0               | UEL                | 7                  | 0                  | -           | -           | -           | 25     | 1      |
| ago. 2014                  | Tottenham                  | PL                         | 0          | 0          | FACup+CdL       | 0               | 0               | UEL                | 1                  | 0                  | -           | -           | -           | 1      | 0      |
| Totale Tottenham           | Totale Tottenham           | Totale Tottenham           | 81         | 3          |                 | 6               | 0               |                    | 19                 | 0                  |             | -           | -           | 106    | 3      |
| ago. 2014-2015             | QPR                        | PL                         | 17         | 1          | FACup+CdL       | 0+0             | 0               | -                  | -                  | -                  | -           | -           | -           | 17     | 1      |
| 2015-gen. 2016             | QPR                        | FLC                        | 11         | 0          | FACup+CdL       | 0+0             | 0               | -                  | -                  | -                  | -           | -           | -           | 11     | 0      |
| gen.-giu. 2016             | West Bromwich              | PL                         | 12         | 0          | FACup+CdL       | 1+0             | 0               | -                  | -                  | -                  | -           | -           | -           | 13     | 0      |
| 2016-gen. 2017             | QPR                        | FLC                        | 6          | 0          | FACup+CdL       | 0+2             | 0+3             | -                  | -                  | -                  | -           | -           | -           | 8      | 3      |
| Totale Queens Park Rangers | Totale Queens Park Rangers | Totale Queens Park Rangers | 34         | 1          |                 | 2               | 3               |                    | -                  | -                  |             | -           | -           | 36     | 4      |
| gen.-giu. 2017             | Antalyaspor                | SL                         | 12         | 0          | TK              | 0               | 0               | -                  | -                  | -                  | -           | -           | -           | 12     | 0      |
| 2017-gen. 2018             | Antalyaspor                | SL                         | 3          | 0          | TK              | 1               | 0               | -                  | -                  | -                  | -           | -           | -           | 4      | 0      |
| Totale Antalyaspor         | Totale Antalyaspor         | Totale Antalyaspor         | 15         | 0          |                 | 1               | 0               |                    | -                  | -                  |             | -           | -           | 16     | 0      |
| gen.-giu. 2018             | Benevento                  | A                          | 14         | 1          | CI              | 0               | 0               | -                  | -                  | -                  | -           | -           | -           | 14     | 1      |
| 2018-gen. 2019             | Genoa                      | A                          | 13         | 0          | CI              | 1               | 0               | -                  | -                  | -                  | -           | -           | -           | 14     | 0      |
| gen.-giu. 2019             | Udinese                    | A                          | 12         | 0          | CI              | -               | -               | -                  | -                  | -                  | -           | -           | -           | 12     | 0      |
| 2019-gen. 2020             | Genoa                      | A                          | 0          | 0          | CI              | 0               | 0               | -                  | -                  | -                  | -           | -           | -           | 0      | 0      |
| Totale Genoa               | Totale Genoa               | Totale Genoa               | 13         | 0          |                 | 1               | 0               |                    | -                  | -                  |             | -           | -           | 14     | 0      |
| 2020                       | Goiás                      | PD/GO+A                    | 5+9        | 0+0        | CB              | 3               | 0               |                    | -                  | -                  |             | -           | -           | 17     | 0      |
| 2021-2022                  | Belenenses                 | PL                         | 7          | 1          | CP+CdL          | 1+0             | 0               |                    | -                  | -                  |             | -           | -           | 8      | 1      |
| Totale carriera            | Totale carriera            | Totale carriera            | 271        | 10         |                 | 22              | 3               |                    | 39                 | 0                  |             | 2           | 0           | 334    | 13     |

### Cronologia presenze e reti in nazionale
| Cronologia completa delle presenze e delle reti in nazionale ― Brasile | Cronologia completa delle presenze e delle reti in nazionale ― Brasile | Cronologia completa delle presenze e delle reti in nazionale ― Brasile | Cronologia completa delle presenze e delle reti in nazionale ― Brasile | Cronologia completa delle presenze e delle reti in nazionale ― Brasile | Cronologia completa delle presenze e delle reti in nazionale ― Brasile | Cronologia completa delle presenze e delle reti in nazionale ― Brasile | Cronologia completa delle presenze e delle reti in nazionale ― Brasile |
| Data                                                                   | Città                                                                  | In casa                                                                | Risultato                                                              | Ospiti                                                                 | Competizione                                                           | Reti                                                                   | Note                                                                   |
| ---------------------------------------------------------------------- | ---------------------------------------------------------------------- | ---------------------------------------------------------------------- | ---------------------------------------------------------------------- | ---------------------------------------------------------------------- | ---------------------------------------------------------------------- | ---------------------------------------------------------------------- | ---------------------------------------------------------------------- |
| 10-9-2009                                                              | San Paolo                                                              | Brasile                                                                | 4 – 2                                                                  | Cile                                                                   | Qual. Mondiali 2010                                                    | -                                                                      | 71’                                                                    |
| 7-10-2010                                                              | Abu Dhabi                                                              | Brasile                                                                | 2 – 0                                                                  | Iran                                                                   | Amichevole                                                             | -                                                                      | 67’                                                                    |
| 11-10-2010                                                             | Derby                                                                  | Brasile                                                                | 2 – 0                                                                  | Ucraina                                                                | Amichevole                                                             | -                                                                      | 65’                                                                    |
| 9-2-2011                                                               | Saint-Denis                                                            | Francia                                                                | 1 – 0                                                                  | Brasile                                                                | Amichevole                                                             | -                                                                      | 70’                                                                    |
| 27-3-2011                                                              | Londra                                                                 | Brasile                                                                | 2 – 0                                                                  | Scozia                                                                 | Amichevole                                                             | -                                                                      | 87’                                                                    |
| 4-6-2011                                                               | Goiás                                                                  | Brasile                                                                | 0 – 0                                                                  | Paesi Bassi                                                            | Amichevole                                                             | -                                                                      | 65’                                                                    |
| 8-6-2011                                                               | San Paolo                                                              | Brasile                                                                | 1 – 0                                                                  | Romania                                                                | Amichevole                                                             | -                                                                      | 60’                                                                    |
| 10-11-2011                                                             | Libreville                                                             | Gabon                                                                  | 0 – 2                                                                  | Brasile                                                                | Amichevole                                                             | 1                                                                      | 58’                                                                    |
| 28-2-2012                                                              | San Gallo                                                              | Bosnia ed Erzegovina                                                   | 1 – 2                                                                  | Brasile                                                                | Amichevole                                                             | -                                                                      | 57’                                                                    |
| 26-5-2012                                                              | Amburgo                                                                | Danimarca                                                              | 1 – 3                                                                  | Brasile                                                                | Amichevole                                                             | -                                                                      | 85’                                                                    |
| 30-5-2012                                                              | East Rutherford                                                        | Stati Uniti                                                            | 1 – 4                                                                  | Brasile                                                                | Amichevole                                                             | -                                                                      |                                                                        |
| 3-6-2012                                                               | Arlington                                                              | Brasile                                                                | 0 – 2                                                                  | Messico                                                                | Amichevole                                                             | -                                                                      | 61’                                                                    |
| 9-6-2012                                                               | New York                                                               | Argentina                                                              | 4 – 3                                                                  | Brasile                                                                | Amichevole                                                             | -                                                                      |                                                                        |
| 15-8-2012                                                              | Solna                                                                  | Svezia                                                                 | 0 – 3                                                                  | Brasile                                                                | Amichevole                                                             | -                                                                      | 88’                                                                    |
| 10-9-2012                                                              | Recife                                                                 | Brasile                                                                | 8 – 0                                                                  | Cina                                                                   | Amichevole                                                             | -                                                                      | 79’                                                                    |
| 11-10-2012                                                             | Malmö                                                                  | Brasile                                                                | 6 – 0                                                                  | Iraq                                                                   | Amichevole                                                             | -                                                                      | 81’                                                                    |
| 16-10-2012                                                             | Breslavia                                                              | Giappone                                                               | 0 – 4                                                                  | Brasile                                                                | Amichevole                                                             | -                                                                      | 87’                                                                    |
| Totale                                                                 |                                                                        | Presenze                                                               | 17                                                                     |                                                                        | Reti                                                                   | 1                                                                      |                                                                        |

| Cronologia completa delle presenze e delle reti in nazionale ― Brasile Olimpica | Cronologia completa delle presenze e delle reti in nazionale ― Brasile Olimpica | Cronologia completa delle presenze e delle reti in nazionale ― Brasile Olimpica | Cronologia completa delle presenze e delle reti in nazionale ― Brasile Olimpica | Cronologia completa delle presenze e delle reti in nazionale ― Brasile Olimpica | Cronologia completa delle presenze e delle reti in nazionale ― Brasile Olimpica | Cronologia completa delle presenze e delle reti in nazionale ― Brasile Olimpica | Cronologia completa delle presenze e delle reti in nazionale ― Brasile Olimpica |
| Data                                                                            | Città                                                                           | In casa                                                                         | Risultato                                                                       | Ospiti                                                                          | Competizione                                                                    | Reti                                                                            | Note                                                                            |
| ------------------------------------------------------------------------------- | ------------------------------------------------------------------------------- | ------------------------------------------------------------------------------- | ------------------------------------------------------------------------------- | ------------------------------------------------------------------------------- | ------------------------------------------------------------------------------- | ------------------------------------------------------------------------------- | ------------------------------------------------------------------------------- |
| 20-7-2012                                                                       | Middlesbrough                                                                   | Regno Unito Olimpica                                                            | 0 – 2                                                                           | Brasile Olimpica                                                                | Amichevole                                                                      | 1                                                                               |                                                                                 |
| 26-7-2012                                                                       | Cardiff                                                                         | Egitto Olimpica                                                                 | 2 – 3                                                                           | Brasile Olimpica                                                                | Olimpiadi 2012 - 1º turno                                                       | -                                                                               |                                                                                 |
| 29-7-2012                                                                       | Manchester                                                                      | Brasile Olimpica                                                                | 3 – 1                                                                           | Bielorussia Olimpica                                                            | Olimpiadi 2012 - 1º turno                                                       | -                                                                               |                                                                                 |
| 1-8-2012                                                                        | Newcastle upon Tyne                                                             | Brasile Olimpica                                                                | 3 – 0                                                                           | Nuova Zelanda Olimpica                                                          | Olimpiadi 2012 - 1º turno                                                       | 1                                                                               |                                                                                 |
| 4-8-2012                                                                        | Newcastle upon Tyne                                                             | Brasile Olimpica                                                                | 3 – 2                                                                           | Honduras Olimpica                                                               | Olimpiade 2012 - Quarti di finale                                               | -                                                                               |                                                                                 |
| 7-8-2012                                                                        | Manchester                                                                      | Corea del Sud Olimpica                                                          | 0 – 3                                                                           | Brasile Olimpica                                                                | Olimpiade 2012 - Semifinale                                                     | -                                                                               |                                                                                 |
| 11-8-2012                                                                       | Londra                                                                          | Brasile Olimpica                                                                | 1 – 2                                                                           | Messico Olimpica                                                                | Olimpiade 2012 - Finale                                                         | -                                                                               |                                                                                 |
| Totale                                                                          |                                                                                 | Presenze                                                                        | 7                                                                               |                                                                                 | Reti                                                                            | 2                                                                               |                                                                                 |

## Palmarès

### Club

#### Campionati statali
- Campionato Gaúcho: 2

Internacional: 2008, 2009

#### Competizioni internazionali
- Copa Sudamericana: 1

Internacional: 2008
- Coppa Suruga Bank: 1

Internacional: 2009
- Coppa Libertadores: 1

Internacional: 2010

### Nazionale
- Campionato sudamericano Under-20: 1

Venezuela 2009
- Argento olimpico: 1

Londra 2012